# French Open 2006
French Open 2006 var en tennisturnering, der blev spillet udendørs på grusbaner. Det var den 104. udgave af French Open og den anden Grand Slam-turnering i 2009. Den blev spillet på Stade Roland Garros i Paris, Frankrig i perioden 28. maj – 11. juni 2006. I single vandt Justine Henin-Hardenne for andet år i træk damesingle, og Rafael Nadal, vandt Herresingle